# Bénarville
Bénarville è un comune francese di 240 abitanti situato nel dipartimento della Senna Marittima nella regione della Normandia.

## Storia

### Simboli
Lo stemma è stato adottato dal comune il 5 febbraio 2010.

## Società

### Evoluzione demografica
Abitanti censiti